# ハギノハイブリッド
ハギノハイブリッド（欧字名:Hagino Hybrid、2011年2月21日 - ）は、日本の競走馬、種牡馬。主な勝ち鞍に2014年の京都新聞杯。
馬名の由来は、冠名＋「ハイブリッド」。

## 経歴

### 競走馬時代
2013年9月15日に阪神競馬場の芝1800mの新馬戦で岩田康誠を鞍上にデビュー。後方からの競馬になり最後は追い上げるも5着に敗れる。この後未勝利戦に2戦するも敗れた。暮れの12月14日の中京競馬場の未勝利戦（芝2000m）で初勝利を挙げる。
明け3歳となった2014年1月の京都の500万下の福寿草特別は2着に敗れ、東京の共同通信杯は6着、3月の中京の500万下の大寒桜賞は2着となった。4月の東京の500万の新緑賞は3着に3馬身差の圧勝で2勝目を飾った。そして日本ダービーの出走をかけて中1週で京都新聞杯に出走。中団から最後は抜け出して3勝目を重賞初制覇を果たすと共にダービー出走を確実にした。しかし、本番の日本ダービーは見せ場なく13着と惨敗。その後も時折好走はするものの勝ち切れず、2016年10月のアイルランドトロフィーで中団追走から最後の直線で逃げるマイネルハニーを差し切って2年半ぶりの勝利を挙げる。
2017年3月の六甲ステークス8着を最後にレースに出走することなく、2019年1月30日付で競走馬登録を抹消、現役を引退した。

### 引退後
引退後はアロースタッドで種牡馬となった。2022年10月8日、ダイシンペスパが阪神競馬場第5競走の新馬戦にて産駒初出走を果たしたが、その3ヶ月前の7月1日付でハギノハイブリッドは用途変更となり種牡馬を引退している。
種牡馬引退に伴い、ハギノハイブリッドは認定NPO法人引退馬協会のフォスターホースとなり、現在は鹿児島県のホーストラストで余生を過ごしている。2023年度より引退名馬繋養展示事業の助成対象馬となった。

## 競走成績
| 競走日     | 競馬場 | 競走名            | 格      | 距離（馬場）  | 頭 数 | 枠 番 | 馬 番 | オッズ （人気） | 着順 | タイム （上り3F） | 着差 | 騎手           | 斤量   | 1着馬（2着馬）         |
| ---------- | ------ | ----------------- | ------- | ------------- | ----- | ----- | ----- | --------------- | ---- | ----------------- | ---- | -------------- | ------ | ---------------------- |
| 2013.09.15 | 阪神   | 2歳新馬           |         | 芝1800m（稍） | 09    | 4     | 4     | 027.30（7人）   | 05着 | 01:49.7（35.8）   | -0.2 | 岩田康誠       | 54kg   | シャドウダンサー       |
| 0000.10.19 | 京都   | 2歳未勝利         |         | 芝1800m（良） | 08    | 6     | 6     | 008.40（3人）   | 04着 | 01:51.7（34.9）   | -0.4 | 武豊           | 55kg   | トゥザワールド         |
| 0000.11.23 | 京都   | 2歳未勝利         |         | 芝2000m（良） | 18    | 5     | 10    | 008.90（4人）   | 09着 | 02:01.9（34.4）   | -0.8 | 幸英明         | 55kg   | ジョウノムサシ         |
| 0000.12.14 | 中京   | 2歳未勝利         |         | 芝2000m（良） | 18    | 2     | 3     | 004.80（2人）   | 01着 | 02:03.6（35.2）   | -0.6 | 藤岡佑介       | 55kg   | （アイスブレイク）     |
| 2014.01.05 | 京都   | 福寿草特別        | 500万下 | 芝2000m（良） | 08    | 8     | 8     | 013.30（4人）   | 02着 | 02:00.3（33.5）   | -0.2 | C.ルメール     | 56kg   | サトノロブロイ         |
| 0000.02.24 | 東京   | 共同通信杯        | GIII    | 芝1800m（良） | 14    | 1     | 1     | 034.50（9人）   | 06着 | 01:48.9（33.5）   | -0.8 | 藤岡佑介       | 56kg   | イスラボニータ         |
| 0000.03.29 | 中京   | 大寒桜賞          | 500万下 | 芝2200m（良） | 13    | 5     | 7     | 003.00（2人）   | 02着 | 02:16.5（35.3）   | -0.2 | 菱田裕二       | 56kg   | ワールドインパクト     |
| 0000.04.26 | 東京   | 新緑賞            | 500万下 | 芝2300m（良） | 11    | 6     | 6     | 002.50（1人）   | 01着 | 02:20.1（34.8）   | -0.5 | 三浦皇成       | 56kg   | （フェスティヴイェル） |
| 0000.05.10 | 京都   | 京都新聞杯        | GII     | 芝2200m（良） | 18    | 2     | 3     | 007.10（3人）   | 01着 | 02:11.0（34.7）   | -0.2 | 秋山真一郎     | 56kg   | （サウンズオブアース） |
| 0000.06.01 | 東京   | 東京優駿          | GI      | 芝2400m（良） | 17    | 6     | 11    | 020.70（7人）   | 13着 | 02:25.9（34.8）   | -1.3 | C.ウィリアムズ | 56kg   | ワンアンドオンリー     |
| 0000.09.28 | 阪神   | 神戸新聞杯        | GII     | 芝2400m（良） | 16    | 5     | 9     | 023.80（5人）   | 06着 | 02:25.2（35.5）   | -0.8 | 福永祐一       | 56kg   | ワンアンドオンリー     |
| 0000.10.26 | 京都   | 菊花賞            | GI      | 芝3000m（良） | 18    | 5     | 9     | 025.20（8人）   | 12着 | 03:02.5（35.7）   | -1.5 | 福永祐一       | 57kg   | トーホウジャッカル     |
| 2015.01.18 | 京都   | 日経新春杯        | GII     | 芝2400m（良） | 18    | 1     | 2     | 010.00（5人）   | 06着 | 02:25.3（34.3）   | -0.5 | 秋山真一郎     | 55kg   | アドマイヤデウス       |
| 0000.02.15 | 京都   | 京都記念          | GII     | 芝2200m（良） | 11    | 8     | 11    | 036.10（6人）   | 07着 | 02:12.2（34.5）   | -0.7 | 秋山真一郎     | 56kg   | ラブリーデイ           |
| 0000.04.12 | 阪神   | 大阪-ハンブルクC  | OP      | 芝2400m（良） | 12    | 1     | 1     | 005.60（3人）   | 03着 | 02:27.8（34.8）   | -0.1 | 福永祐一       | 56kg   | サトノシュレン         |
| 0000.05.10 | 新潟   | 新潟大賞典        | GIII    | 芝2000m（良） | 16    | 8     | 15    | 011.40（7人）   | 10着 | 02:00.2（33.3）   | -0.6 | 国分恭介       | 56kg   | ダコール               |
| 0000.07.19 | 函館   | 函館記念          | GIII    | 芝2000m（良） | 16    | 2     | 3     | 027.5（10人）   | 02着 | 01:59.1（35.7）   | -0.0 | 藤岡康太       | 56kg   | ダービーフィズ         |
| 0000.08.23 | 札幌   | 札幌記念          | GII     | 芝2000m（良） | 15    | 8     | 14    | 021.20（7人）   | 07着 | 01:59.3（35.8）   | -0.3 | 福永祐一       | 57kg   | ディサイファ           |
| 0000.10.04 | 阪神   | ポートアイランドS | OP      | 芝1600m（良） | 16    | 6     | 11    | 007.40（2人）   | 06着 | 01:34.4（34.1）   | -0.7 | 和田竜二       | 56kg   | フルーキー             |
| 0000.11.01 | 京都   | カシオペアS       | OP      | 芝1800m（良） | 11    | 3     | 3     | 009.20（3人）   | 04着 | 01:46.0（34.1）   | -0.3 | 藤岡康太       | 56kg   | トーセンスターダム     |
| 2016.01.30 | 東京   | 白富士S           | OP      | 芝2000m（稍） | 12    | 7     | 9     | 005.30（3人）   | 03着 | 02:01.2（34.3）   | -0.1 | 石川裕紀人     | 56kg   | ケツァルテナンゴ       |
| 0000.03.06 | 阪神   | 大阪城S           | OP      | 芝1800m（良） | 16    | 8     | 16    | 005.50（2人）   | 02着 | 01:45.2（34.1）   | -0.0 | 池添謙一       | 56kg   | テイエムイナズマ       |
| 0000.04.10 | 阪神   | 大阪-ハンブルクC  | OP      | 芝2400m（良） | 16    | 5     | 9     | 005.10（2人）   | 03着 | 02:25.6（34.1）   | -0.2 | 福永祐一       | 56kg   | クリプトグラム         |
| 0000.08.21 | 札幌   | 札幌記念          | GII     | 芝2000m（稍） | 16    | 2     | 3     | 053.2（11人）   | 09着 | 02:03.2（37.0）   | -1.5 | 菱田裕二       | 57kg   | ネオリアリズム         |
| 0000.10.16 | 東京   | アイルランドT     | OP      | 芝2000m（良） | 14    | 6     | 9     | 005.30（1人）   | 01着 | 01:59.5（34.3）   | -0.2 | 横山典弘       | 56kg   | （マイネルハニー）     |
| 2017.03.05 | 阪神   | 大阪城S           | OP      | 芝1800m（良） | 16    | 4     | 7     | 016.10（7人）   | 09着 | 01:47.5（33.2）   | -0.4 | 松山弘平       | 56.5kg | アストラエンブレム     |
| 0000.03.26 | 阪神   | 六甲S             | OP      | 芝1600m（良） | 11    | 3     | 3     | 005.50（4人）   | 08着 | 01:34.9（34.7）   | -0.7 | 北村友一       | 57kg   | アスカビレン           |

## 血統表
| ハギノハイブリッドの血統（*印は海外産の日本輸入馬） | ハギノハイブリッドの血統（*印は海外産の日本輸入馬） | ハギノハイブリッドの血統（*印は海外産の日本輸入馬） | （血統表の出典）                               | （血統表の出典） |
| 父系                                                | ロベルト系                                          | ロベルト系                                          | ロベルト系                                     | [ § 2 ]          |
| 父 タニノギムレット 1999 鹿毛                       | 父の父*ブライアンズタイム Brian's Time 1985 黒鹿毛  | Roberto                                             | Hail to Reason                                 | Hail to Reason   |
| 父 タニノギムレット 1999 鹿毛                       | 父の父*ブライアンズタイム Brian's Time 1985 黒鹿毛  | Roberto                                             | Bramalea                                       |                  |
| 父 タニノギムレット 1999 鹿毛                       | 父の父*ブライアンズタイム Brian's Time 1985 黒鹿毛  | Kelley's Day                                        | Graustark                                      | Graustark        |
| 父 タニノギムレット 1999 鹿毛                       | 父の父*ブライアンズタイム Brian's Time 1985 黒鹿毛  | Kelley's Day                                        | Golden Trail                                   |                  |
| 父 タニノギムレット 1999 鹿毛                       | 父の母タニノクリスタル 1988 栗毛                    | *クリスタルパレス Crystal Palace                    | Caro                                           | Caro             |
| 父 タニノギムレット 1999 鹿毛                       | 父の母タニノクリスタル 1988 栗毛                    | *クリスタルパレス Crystal Palace                    | Hermieres                                      |                  |
| 父 タニノギムレット 1999 鹿毛                       | 父の母タニノクリスタル 1988 栗毛                    | *タニノシーバード                                   | Sea-Bird                                       | Sea-Bird         |
| 父 タニノギムレット 1999 鹿毛                       | 父の母タニノクリスタル 1988 栗毛                    | *タニノシーバード                                   | Flaxen                                         |                  |
| 母 ハッピーペインター 1998 黒鹿毛                   | 母の父*トニービン Tony Bin 1983 鹿毛                | *カンパラ                                           | Kalamoun                                       | Kalamoun         |
| 母 ハッピーペインター 1998 黒鹿毛                   | 母の父*トニービン Tony Bin 1983 鹿毛                | *カンパラ                                           | State Pension                                  |                  |
| 母 ハッピーペインター 1998 黒鹿毛                   | 母の父*トニービン Tony Bin 1983 鹿毛                | Severn Bridge                                       | Hornbeam                                       | Hornbeam         |
| 母 ハッピーペインター 1998 黒鹿毛                   | 母の父*トニービン Tony Bin 1983 鹿毛                | Severn Bridge                                       | Priddy Fair                                    |                  |
| 母 ハッピーペインター 1998 黒鹿毛                   | 母の母サイレントハピネス 1992 鹿毛                  | *サンデーサイレンス                                 | Halo                                           | Halo             |
| 母 ハッピーペインター 1998 黒鹿毛                   | 母の母サイレントハピネス 1992 鹿毛                  | *サンデーサイレンス                                 | Wishing Well                                   |                  |
| 母 ハッピーペインター 1998 黒鹿毛                   | 母の母サイレントハピネス 1992 鹿毛                  | *レガシーオブストレングス                           | Affirmed                                       | Affirmed         |
| 母 ハッピーペインター 1998 黒鹿毛                   | 母の母サイレントハピネス 1992 鹿毛                  | *レガシーオブストレングス                           | Katonka                                        |                  |
| 母系(F-No.)                                         | レガシーオブストレングス系(FN:9-c)                  | レガシーオブストレングス系(FN:9-c)                  | レガシーオブストレングス系(FN:9-c)             | [ § 3 ]          |
| 5代内の近親交配                                     | Hail to Reason 4×5=12.50%、Graustark 4×5=9.38%      | Hail to Reason 4×5=12.50%、Graustark 4×5=9.38%      | Hail to Reason 4×5=12.50%、Graustark 4×5=9.38% | [ § 4 ]          |
| 出典                                                | 1. 2. 3. 4.                                         | 1. 2. 3. 4.                                         | 1. 2. 3. 4.                                    | 1. 2. 3. 4.      |

- 祖母のサイレントハピネスは4歳牝馬特別（東）、ローズステークスを勝っており、母の弟であるサイレントメロディはマーチステークスを勝利している。
- 近親に阪神3歳牝馬ステークス勝ちのスティンガーやオーシャンステークス勝ちのアーバニティ、キーンランドカップ勝ちのフォーエバーマークがいる。